# Wi-Fi联盟
Wi-Fi聯盟（英語：Wi-Fi Alliance，縮寫），是一個商業聯盟，擁有Wi-Fi的商標。它負責Wi-Fi認證，与商標授權的工作，也负责制定Wi-Fi的标准，總部位於美國德克薩斯州首府奧斯汀（Austin）。

## 历史
1999年六家技术公司成立了无线以太网兼容性联盟（Wireless Ethernet Compatibility Alliance，缩写），致力于通用兼容性和优质用户体验。 
2000年无线以太网兼容性联盟（WECA）更名Wi-Fi联盟（Wi-Fi Alliance，缩写），并引入术语，Wi-Fi CERTIFIED认证计划发布。 
2002年Wi-Fi联盟会员数达到100位。 
2005年被韦氏大学词典（Merriam-Webster's Collegiate Dictionary）收录。 
2011年Wi-Fi联盟会员数达到500位。 
2013年Wi-Fi联盟和WiGig联盟（无线千兆联盟，缩写）合并，WiGig认证和技术开发工作将在Wi-Fi联盟接替，于9月推出WiGig CERTIFIED认证品牌，为此设计了一个全新的品牌标志。 
2014年Wi-Fi CERTIFIED认证数量达到2万。 
2016年Wi-Fi联盟基于802.11ad标准的产品认证被称为Wi-Fi CERTIFIED WiGig，第一批Wi-Fi CERTIFIED WiGig产品通过认证。 
2017年Wi-Fi联盟会员数达到800位。 
2018年Wi-Fi联盟引入Wi-Fi 6，Wi-Fi 5和Wi-Fi 4新术语。 Wi-Fi CERTIFIED认证数量达到4万5千。 

## Wi-Fi認證
Wi-Fi技術建立在IEEE 802.11標準上。
但IEEE開發和出版這些標準，卻不測試符合他們的設備。非營利性的Wi-Fi聯盟成立於1999年，以填補這一段空白——建立和執行標準，互操作性與兼容性，並推動無線區域網路技術。
截至2019年，Wi-Fi联盟已有500多家来自世界各地的公司和厂商成为会员，其产品在通过认证过程中，有权标明Wi-Fi标志。
認證過程具體來說是否符合IEEE 802.11無線標準的規定，以及WPA和WPA2安全標準，以及EAP的認證標準。
認證時可以選擇包括測試IEEE 802.11的標準草案，與蜂窩電話技術互動設備的融合或有關安全和功能設置，多媒體，和省電。

### 认证项目
Wi-Fi联盟认证计划涵盖以下类别：

#### 连接性
仅Wi-Fi CERTIFIED产品向后兼容在相同频段运行的早期Wi-Fi版本。

##### Wi-Fi CERTIFIED 6
Wi-Fi CERTIFIED 6是基于IEEE 802.11ax标准的行业认证计划。Wi-Fi CERTIFIED 6技术的主要优势包括：
- 更高的数据速率；
- 更大的容量；
- 在拥有很多连网设备的环境中提供高性能；
- 更高的电源效率。

###### 引入Wi-Fi 6E
Wi-Fi 6E是一个行业通用名称，用以识别提供Wi-Fi 6功能的设备中，待监管机构批准后工作频段将扩展至6GHz的设备。
Wi-Fi 6E将利用6GHz频段中多达14个额外的80MHz频道和7个额外的160MHz频道来支持高清视频传送、虚拟现实等应用。

##### Wi-Fi CERTIFIED ac
Wi-Fi CERTIFIED ac基于IEEE 802.11ac，属于第五代Wi-Fi，世代名称为Wi-Fi 5，以Wi-Fi CERTIFIED n为基础，运行于5GHz频段。
大多数Wi-Fi CERTIFIED ac产品都是双频段的，运行于2.4GHz和5GHz。Wi-Fi CERTIFIED ac设备使用5GHz频段，而Wi-Fi CERTIFIED n产品使用2.4GHz频段。双频段网络使设备可利用5GHz频段更大的带宽实现更高的数据速率处理高性能应用，而用2.4GHz频段满足基本需求。

##### Wi-Fi CERTIFIED n
Wi-Fi CERTIFIED n基于IEEE 802.11n标准，属于第四代Wi-Fi，世代名称为Wi-Fi 4，运行于2.4GHz和5GHz频段，在住宅和办公室中很好地涵盖了不需要大量带宽的日常功能需求。
Wi-Fi CERTIFIED n产品可与其他版本的Wi-Fi一起运行，其中包括Wi-Fi CERTIFIED ac和Wi-Fi CERTIFIED 6，并可运用Wi-Fi Protected Access系列技术提供可靠的安全保护。

##### Wi-Fi CERTIFIED WiGig
WiGig扩展了Wi-Fi体验，利用60 GHz频段以每秒千兆比特速度有效地传输数据，可用于虚拟现实，多媒体，游戏，无线对接和需要高速、数据密集型连接的企业应用。

##### Wi-Fi Direct
Wi-Fi CERTIFIED Wi-Fi Direct是一种认证标志，表示设备间支持Wi-Fi直接互联，帮助用户以更为简单而便捷的方式完成打印、共享、同步和显示等任务。带有Wi-Fi Direct标志的产品可以在不加入传统的家庭、办公或热点网络的情况下互相连接。

#### 安全

##### Wi-Fi CERTIFIED WPA3
WPA3是下一代Wi-Fi安全技术，向市场提供了先进的安全协议。WPA3保留了与WPA2设备的互操作性，目前是Wi-Fi CERTIFIED设备的可选认证项目。随着时间推移和市场采用率提高，WPA3将成为必选认证项目。

##### Wi-Fi CERTIFIED WPA2
从2006年开始，所有Wi-Fi CERTIFIED设备都采用了WPA2。在可预见的未来，WPA2仍将用于Wi-Fi CERTIFIED设备，所有支持WPA3的设备将继续与WPA2设备保持互操作性。

##### Wi-Fi Enhanced Open

Wi-Fi商標

Wi-Fi CERTIFIED Enhanced Open是Wi-Fi Alliance的一项认证计划，在保留开放式网络使用便利这一特点的同时，降低了访问不安全的网络带来的某些风险。

##### Protected Management Frames
受保护的管理帧（Protected Management Frames，简称PMF）。

#### 接入

##### Passpoint
Wi-Fi CERTIFIED Passpoint基于Hotspot 2.0技术，可在Wi-Fi热点之间简化网络接入，使用户无需在每次连接时都去发现和验证网络。

##### Wi-Fi Easy Connect
Wi-Fi Easy Connect技术提高了安全的网络接入标准，提高了易用性以提升用户将设备连接到Wi-Fi网络的体验。通过使用QR代码和用户选择的设备来管理网络接入，用户界面有限或没有用户界面的设备也能轻松接入，例如智能家居和物联网（IoT）产品。

##### Wi-Fi Protected Setup
Wi-Fi Protected Setup支持大多数用户所熟悉的方式（按下按钮、输入PIN码，或者使用NFC）来配置网络，启用安全功能。

#### 应用与服务

##### Miracast
Wi-Fi CERTIFIED Miracast支持在Miracast设备之间无缝显示多媒体内容，而无需考虑品牌，线缆或网络连接。

##### Voice-Enterprise
支持通过Wi-Fi进行语音应用的良好体验，支持在接入点之间快速切换并提供管理。Voice-Enterprise基于Voice-Personal认证功能。

##### Voice-Personal
Wi-Fi语音（VoWi-Fi）不仅限于互操作性测试，还可以测试产品的性能并帮助确保产品通过Wi-Fi链接提供良好的语音质量。

##### Wi-Fi Aware
Wi-Fi CERTIFIED Wi-Fi Aware无需传统网络基础设施、互联网连接或GPS信号，就能够快速发现和连接其他Wi-Fi设备，并与这些设备交换信息和服务。

##### Wi-Fi Location
Wi-Fi CERTIFIED Location在室内提供达到米级的准确度。无需单独的定位基础设施，支持Wi-Fi Location的网络和设备就可联手提供准确的定位信息。

#### 优化

##### TDLS（隧道直接链接设置）
允许网络连接的设备创建安全的直接链接以更有效地传输数据。

##### Wi-Fi Agile Multiband
Wi-Fi Agile Multiband通过几种机制，更好地管理Wi-Fi网络频谱和网络资源、均衡网络负载、增强移动中网络切换能力，基于标准技术，可横跨多种厂商的设备改善网络管理。
- IEEE 802.11k：使接入点和客户端设备能够交换有关Wi-Fi环境的信息；
- IEEE 802.11v：通过网络信息影响客户端设备漫游决策，为整体改进网络提供方便；
- IEEE 802.11u：允许客户端设备与其他网络建立连接之前先收集信息；
- IEEE 802.11r：在Wi-Fi网络内部的接入点之间快速切换（可选）；
- Wi-Fi Alliance定义的技术：补充所交换的信息，确定首选信道、频段或接入点，以增强智能Wi-Fi网络管理。

##### Wi-Fi Data Elements
Wi-Fi Data Elements通过网络可视性提供更好的Wi-Fi服务，为Wi-Fi CERTIFIED EasyMesh 自组织多AP网络提供了必要的基础。

##### Wi-Fi EasyMesh
Wi-Fi CERTIFIED EasyMesh为实现多接入点（AP）Wi-Fi网络提供了一种基于标准的方法，提供易于设置和管理的可扩展的智能Wi-Fi网络。

##### Wi-Fi Optimized Connectivity
Wi-Fi CERTIFIED Optimized Connectivity通过采用IEEE 802.11ai、IEEE 802.11k和Wi-Fi Alliance技术，改善了移动中网络连接切换能力。Wi-Fi Optimized Connectivity扩展了Wi-Fi Agile Multiband的优势，在设备密集的环境中改善了Wi-Fi体验。

##### Wi-Fi TimeSync
Wi-Fi CERTIFIED TimeSync利用时钟同步功能，使设备在Wi-Fi连接下精确同步音频、视频和数据。

##### Wi-Fi Vantage
Wi-Fi Vantage采用了以下关键技术：
- Wi-Fi CERTIFIED ac：高性能、双频带运行；
- Wi-Fi CERTIFIED Passpoint：安全、轻松地进行身份验证；
- Wi-Fi CERTIFIED Agile Multiband：高效率利用频谱，提供智能控制；
- Wi-Fi CERTIFIED Optimized Connectivity：改善漫游性能，提供高效率传输。

##### WMM（Wi-Fi Multimedia）
支持Wi-Fi网络上的多媒体内容，使Wi-Fi网络可以使用服务质量（QoS）机制对不同应用程序生成的流量进行优先级排序。 WMM对采用WMM Technical Specification中定义的技术的产品进行认证。

##### WMM-Admission Control
增强的带宽管理工具可优化Wi-Fi网络中语音和其他流量的传递。 WMM-Admission Control对采用WMM Technical Specification中定义的技术的产品进行认证。

##### WMM-Power Save
通过Wi-Fi网络节省多媒体内容的功率——通过管理设备在睡眠模式下的时间，有助于在使用语音和多媒体应用程序时节省电池寿命。

#### 射频共存

##### CWG-RF
它是由CTIA开发的，是针对具有Wi-Fi和蜂窝技术的融合设备开发的测试程序。尽管此测试程序不是Wi-Fi认证的组成部分，但对于具有Wi-Fi功能的手机，必须完成测试。

#### 附加功能

##### Power saving features
通过延长睡眠时间和更有效地利用网络交换，为设备延长电池寿命，从而增强Wi-Fi CERTIFIED ac和Wi-Fi CERTIFIED n的功能.

##### Wi-Fi Home Design
Wi-Fi CERTIFIED Home Design可帮助建筑商和房地产设计师提供内置于住宅的Wi-Fi网络。

## 外部連結
- Wi-Fi聯盟 （页面存档备份，存于）